# Dionísies
Les Dionísies (en grec antic: Διονύσια) eren les festes dedicades al déu Dionís a l'antiga Grècia. Eren particularment conegudes les Dionísies que se celebraven a Atenes, principalment perquè foren l'origen del teatre i el seu principal espai de desenvolupament. En les diverses celebracions, els participants es vestien de sàtirs i les dones amb la crocota, i coberts amb una màscara podien fer excessos sexuals. Les Dionísies corresponen a les Bacanàlia dels romans.
A l'Àtica hi havia quatre festes dedicades a Dionís, a banda del ritual de les Oscofòries:
- Les Dionísies Menors (τὰ Μικρὰ Διονύσια) o Dionísies rurals (τὰ Διονύσια κατ'ἄγρους), celebrades el mes de Posideó (desembre-gener) al dem d'Elèuteres, en la qual destacava la processó dels fal·lòfors
- Les Lenees, celebrades el mes de Gamelió (gener-febrer), en la qual hi havia representacions teatrals
- Les Antestèries, celebrades el mes d'Antesterió (febrer-març), una festa en la qual el vi i el desorde social eren protagonistes
- Les Grans Dionísies (τὰ Μέγαλα Διονύσια o τὰ Διονύσια ἐν ἄστει 'Dionísies urbanes'), celebrades el mes d'Elafebolió (març-abril), les més importants, amb grans representacions teatrals